# جون ميرفي (سياسي)
جون ميرفي (بالإنجليزية: John Murphy)‏ هو سياسي أسترالي، ولد في 31 مايو 1950 في أستراليا. حزبياً، نشط في حزب العمال الأسترالي. وقد انتخب عضو مجلس النواب الأسترالي عن دائرة Division of Reid ‏ (21 أغسطس 2010 – 7 سبتمبر 2013) وانتخب عضو مجلس النواب الأسترالي عن دائرة Division of Lowe ‏ (3 أكتوبر 1998 – 21 أغسطس 2010).